# Pedro Duarte
Pedro Miguel de Azeredo Duarte (ur. 12 lipca 1973 w Porto) – portugalski polityk, prawnik i ekonomista, poseł do Zgromadzenia Republiki, minister ds. parlamentarnych (2024–2025).

## Życiorys
Absolwent prawa na Portugalskim Uniwersytecie Katolickim. Uzyskał magisterium z ekonomii międzynarodowej i europeistyki. Doktoryzował się w instytucie gospodarki i zarządzania ISEG.
Zaangażował się w działalność polityczną w ramach Partii Socjaldemokratycznej. W latach 1998–2002 kierował jej organizacją młodzieżową JSD. W 1993 został radnym dzielnicy Ramalde, a w latach 1997–2001 zasiadał w zgromadzeniu miejskim Porto. W 1999, 2002, 2005 i 2009 uzyskiwał mandat posła do Zgromadzenia Republiki. W latach 2004–2005 pełnił funkcję sekretarza stanu do spraw młodzieży w gabinecie Pedra Santany Lopesa.
W 2011 znalazł się poza parlamentem. Został zatrudniony w przedsiębiorstwie Microsoft, pracował w dziale spraw korporacyjnych i prawnych oraz stosunków zewnętrznych. Objął funkcję prezesa organizacji branżowej Associação Portuguesa de Software (ASSOFT). Przed wyborami prezydenckimi w 2016 Marcelo Rebelo de Sousa powierzył mu kierowanie swoją kampanią wyborczą. W 2018 został przewodniczącym rady do spraw gospodarki cyfrowej przy organizacji przedsiębiorców Confederação da Indústria Portuguesa, a w 2022 koordynatorem krajowej rady strategicznej PSD.
W kwietniu 2024 objął urząd ministra ds. parlamentarnych w rządzie Luísa Montenegra. Pełnił tę funkcję do czerwca 2025.